# Maria Barbara Bach
Maria Barbara Bach (Gehren, Turíngia, 1684? - juliol de 1720) va ser la primera dona de Johann Sebastian Bach. Era la filla de Johann Michael Bach que era cantor a Arnstadt i era cosina segona de Johann Sebastian.
Va perdre el pare quan tenia deu anys, i la mare el 1704. Òrfena va ser acollida a casa de son oncle Martin Feldhaus, batlle de la ciutat. Si bé no se sap gaire cosa de la seva vida o del seu matrimoni, sembla que ella i Johann Sebastian s'avenien. El 1706, un any abans del casament, Bach hauria convidat «una donzella estrangera» a cantar a la tribuna de l'església d'Arnstadt, i per aquest fet va ser renyat per les autoritats. Certs autors pensen que hauria sigut Maria Barbara, però sembla poc probable com que aleshores ja vivia dos anys a can batlle, ja que ja no era gaire «estrangera ni desconeguda». Es van casar el 17 d'octubre de 1707 a Dornheim, poble proper a Arnstadt. És en aquest període que cal situar la composició de cinc de les primeres cantates de Bach, entre les quals les catalogades com BWV 150 i BWV 4.
Va tenir set fills, quatre dels quals van morir de ben petits. Maria Barbara va morir sobtadament de causa desconeguda als vint-i-sis anys, quan Johann era de viatge. Anna Magdalena Wilcke, amb qui Johann Sebastian es va casar un any i mig després de la mort de Maria, es va fer càrrec dels seus fills. Tres dels fills van ser músics molt rellevants:
- Catharina Dorothea, batejada a Weimar el 29 de desembre de 1708 i morta a Leipzig el 14 de gener de 1774.
- Wilhelm Friedemann, el Bach de Dresden o de Halle (1710 - 1784).
- Johann Christoph i Maria Sophia, bessons, que van néixer i morir el mateix dia, el 23 de febrer de 1713 a Weimar.
- Carl Philipp Emanuel, el Bach de Berlín o d'Hamburg (1714 - 1788)
- Johann Gottfried Bernhard (1715 - † 1739)
- Leopold Augustus, nascut a Köthen el 15 de novembre de 1718 i enterrat a la mateixa ciutat el 28 de setembre de 1719.